# Modul de comandă și serviciu Apollo
Modulul de comandă/serviciu (MCS) a fost una din componentele Astronavei Apollo construită pentru NASA de North American Aviation în cadrul Programului Apollo. Cealaltă componentă a astronavei era Modulul lunar. După încheierea programului Apollo, MCS a fost folosit în cadrul programelor Skylab și Apollo-Soyuz. În cadrul celui din urmă au fost efectuate andocări de test, în spațiu, între vehicule orbitale americane și sovietice (Astronava Soyuz).
Dupa cum îi sugerează numele, MCS avea două subcomponente: modulul de comandă care găzduia echipajul, echipamentele necesare reintrării în atmosfera terestră și amerizării, și modulul de serviciu care asigura propulsia, energia electrică și constituia spațiu de stocare pentru diverse consumabile necesare în timpul unei misiuni. Modulul de serviciu era lăsat să se dezintegreze în atmosfera terestră înainte ca modulul de comandă să efectueze manevrele de reintrare în atmosferă.

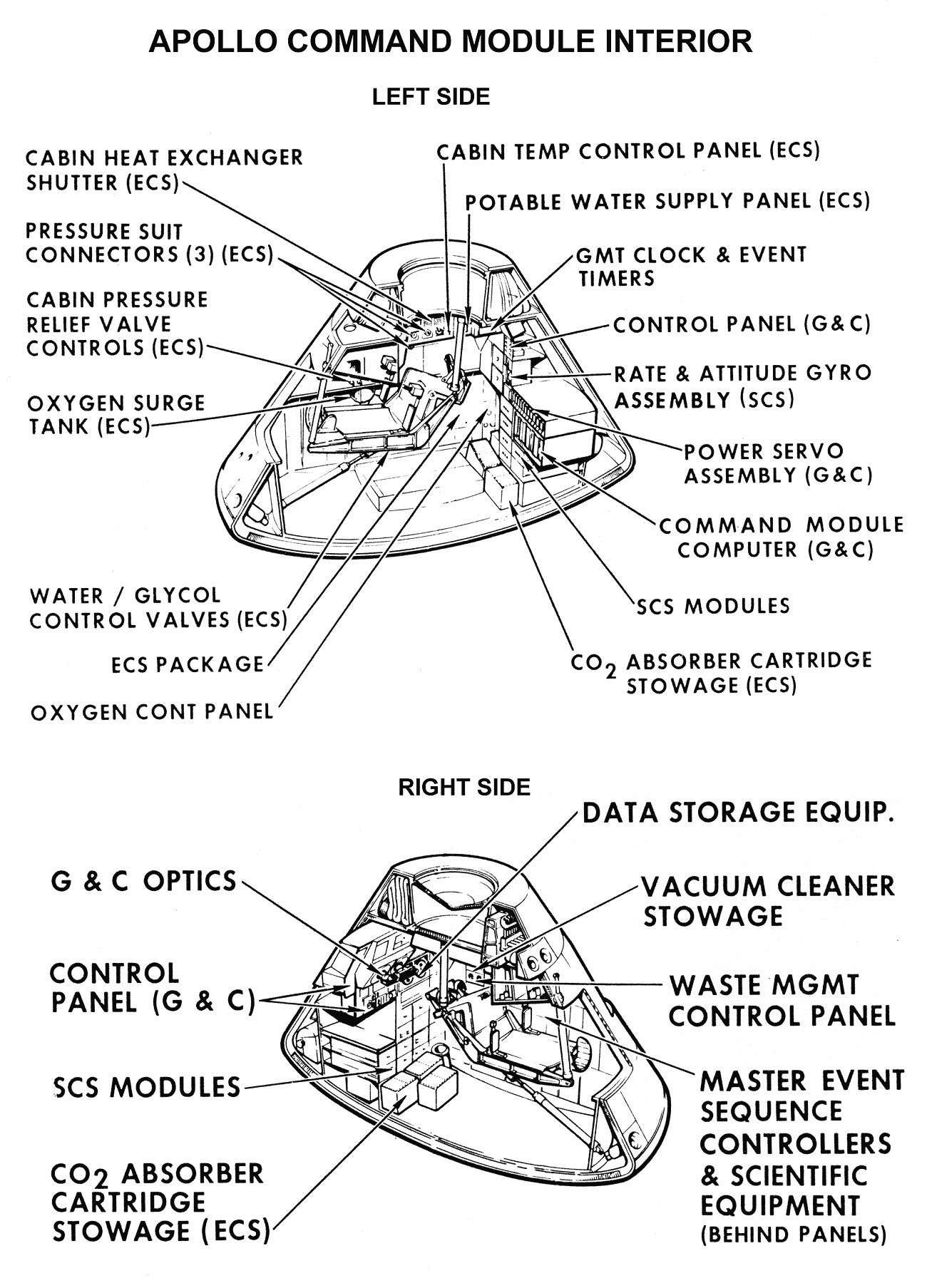
Schema de mobilare a modulului de comandă

## Modulul de comandă (MC)
Modulul de comandă avea forma unui trunchi de con având înălțimea de 3.2 m și diametrul bazei de 3.9 m. Compartimentul frontal conținea două dintre propulsoarele sistemului de control cu reacție (SCR), tunelul de andocare și componentele sistemului de reintrare în atmosferă. Compartimentul intern era presurizat și acomoda echipajul împreună cu panourile de control și mare parte din sistemele astronavei. Ultimul compartiment, cel dorsal, conținea 10 din motoarele SCR plus rezervoare de combustibil pentru acestea, containere cu apă și multe cabluri electrice.

### Construcție
Structura internă a modulului de comandă era constituită dintr-un "sandwich" de aluminiu format dintr-un strat intern de foi sudate, un strat termoizolant cu structură tip fagure și un strat exterior mai subțire. Scutul termic principal era format din 40 de panouri prevăzute cu mai multe găuri pentru SCR și accesul la echipamentele din compartimentul dorsal. Compartimentul central era protejat de mai multe straturi: unul cu structură tip fagure din fenol, unul din fibră de sticlă cu rol termoizolant, un strat poros, un strat anti-umezeală și un strat de foi din PET tratate cu aluminiu.
Scutul termic dorsal era constituit din patru plăci din oțel cu structură tip fagure sudate, patru plăci prinse în puncte de sudură și un inel pe circumferință. Plăcile din al doilea set erau prinse de inel și de cele din primul set prin șuruburi. Această structură era atașată de învelișul intern prin intermediul unei autoclave uriașe. Scutul termic frontal era identic cu cel dorsal cu excepția unui strat de PET tratat cu aluminiu.

### Sistemul de amerizare
Componentele sistemului de coborâre terestră (în engleză Earth landing System (ELS) ) erau grupate în jurul tunelului de andocare frontal. Compartimentul frontal era despărțit de cel central de o structură metalică bombată și era împărțit în patru subcompartimente dispuse la 90 de grade. Sistemul propriu-zis era format din parașutele principale, trei parașute pilot, două motoare pentru parașutele de încetinire, trei saci gonflabili, un cablu pentru macara, un container cu vopsea marină și un flotor pentru cabluri.
Modulul de comandă avea centrul de masă decalat cam cu 30 de centimetri de axa de simetrie a capsulei. Din acest motiv, capsula reintra în atmosferă cu un unghi care îi conferea o oarecare portanță, și, în cădere liberă avea o ușoară mișcare de rotație. Capsula putea fi manevrată prin mișcări de rotație imprimate de SCR. Aceste caracteristici permiteau amerizarea într-o zonă prestabilită, cu o precizie de câțiva kilometri.
La 7,3 km altitudine scutul frontal era ejectat cu ajutoul unor pistoane cu gaz. Erau apoi scoase parașutele de încetinire, acestea reducând viteza capsulei la aproximativ 200 km/h. La 3,3 km altitudine parașutele de încetinire erau abandonate și erau eliberate parașutele pilot care facilitau deschiderea celor trei parașute principale. Viteza la impactul cu apa era în jur de 35 km/h. Modulul de comandă putea să amerizeze în siguranță cu 2 parașute, așa cum s-a întâmplat în timpul misiunii Apollo 15. A treia parașută era redundantă.

### Sistemul de control cu reacție
Înclinarea modulului de comandă era controlată cu ajutorul a 12 motoare de manevră, fiecare având o forță de propulsie de 42 kgf (414N). 10 dintre acestea erau plasate în compartimentul dorsal și 2 în compartimentul frontal, acestea din urmă controlând tangajul capsulei. Combustibilul (N2O4 și [[CH3N2H3]]), aproximativ 122 kg, era păstrat în patru rezervoare presurizate cu heliu, provenit din două rezervoare adiționale care conțineau aproximativ 0,5 kg din acest gaz și în care presiunea era de 28.6 MPa.

### Trape de andocare
Trapa de andocare frontală era plasată în capătul tunelului de andocare. Avea 760 mm în diametru și cântărea 36 de kg. Era constituită din două inele strunjite care erau sudate pe un panou cu structură tip fagure. Exteriorul era acoperit cu un strat izolator gros de 12.7 mm și o folie de aluminiu. Trapa putea fi asigurată în șase puncte și putea fi manevrată cu ajutorul unei pompe hidraulice. În centrul trapei exista o valvă prin care, înainte de deschiderea acesteia, se putea egaliza presiunea între Modulul de comandă și Modulul lunar.
Trapa principală pentru îmbarcarea echipajului măsura 737 mm înălțime, 864 mm lățime, și avea greutatea de 102 kg. Era operată cu ajutorul unei pompe hidraulice, comandată de o manetă cu clicheți. Trapa era asigurată în 15 puncte.

### Mecanismul de andocare
Sonda de andocare permitea conectarea Modulului de comandă la Modulul lunar, și asigura închiderea ermetică a legăturii dintre acestea. Era atașată la tunelul de andocare în trei puncte și putea fi pliată pentru a facilita depozitarea.
Sonda de andocare era constituită din trei amortizoare de șocuri, trei legături care exercitau tensiune mecanică, o sondă extensibilă și două cordoane ombilicale. Înainte de andocare un membru al echipajului împingea sonda în față și în momentul contactului dintre cele doua module legăturile mecanice se închideau automat asigurănd etanșarea. Retragerea sondei apropia modulele și mai mult, permițând închiderea celor 12 zăvoare cu resort cu care era prevăzut mecanismul de legătură.
Desprinderea modulelor (după reîntoarcerea pe orbita Lunii) era posibilă doar pirotehnic și întregul mecanism de andocare rămânea atașat de Modulul lunar.

### Aranjamentul interior al capsulei
Compartimentul central presurizat era singurul în care astronauții puteau să trăiască. Avea un volum interior de 5,9 m³ și găzduia pe lângă astronauți panoul central de comandă, scaunele echipajului, sistemele de ghidaj și navigație, mâncarea, rastelurile cu echipament, sistemele de management a deșeurilor și tunelul de andocare.
Panoul de afișaj central, în formă de semicerc, domina partea frontală a cabinei. Acesta avea 2.1 m lungime și 0.9 m înălțime. Era segmentat în trei subpanouri fiecare cu funcții specifice fiecărui membru al echipajului. În partea stângă se afla panoul comandantului misiunii care includea indicatoare pentru viteză, înclinare și altitudine, comenzile principale ale vehiculului și indicatorul de atitudine al directorului misiunii. Partea din mijloc a panoului era rezervată pentru pilotul Modulului de comandă și avea în componență comenzile pentru sistemul de ghidaj al astronavei, subpanoul pentru avertizări și alarmă, ceasul misiunii, comenzile pentru sistemul de propulsie al Modulului de serviciu și al sistemului de control cu reacție și comenzile pentru sistemul de susținere a vieții. În partea dreaptă se afla panoul pentru pilotul Modulului lunar care conținea comenzile pentru sistemul electric (acumulatori și baterii) și sistemul de comunicație.
Panoul central era flancat în partea dreaptă de un set de panouri mai mici. Acestea conțineau în partea stângă întrerupătorii sistemului electric al capsulei, comenzile pentru echipamentul de comunicație și pentru sistemul electric al Modulului de serviciu. În partea dreaptă se regăsea încă un set de întrerupători, sistemul de comunicație de rezervă și comenzile pentru controlul instalației de climatizare a capsulei. Per total aceste panouri numărau 24 de instrumente, 566 de comutatoare, 40 de indicatori de evenimente și 71 de lumini.
Cele trei scaune pentru echipaj erau construite din tuburi de oțel și erau acoperite cu un material ignifug foarte gros. Existau 8 amortizoare pentru atenuarea șocului la amerizare. Scanunele aveau mai multe segmente care puteau fi rotite într-o varietate de poziții. Segmentul central al scaunului din mijloc putea fi desprins. Mișcările de rotație și de translație (doar pentru locul comandantului) puteau fi controlate de un set de butoane situat pe cotiere.
În cabină se aflau șase compartimente pentru echipamante:

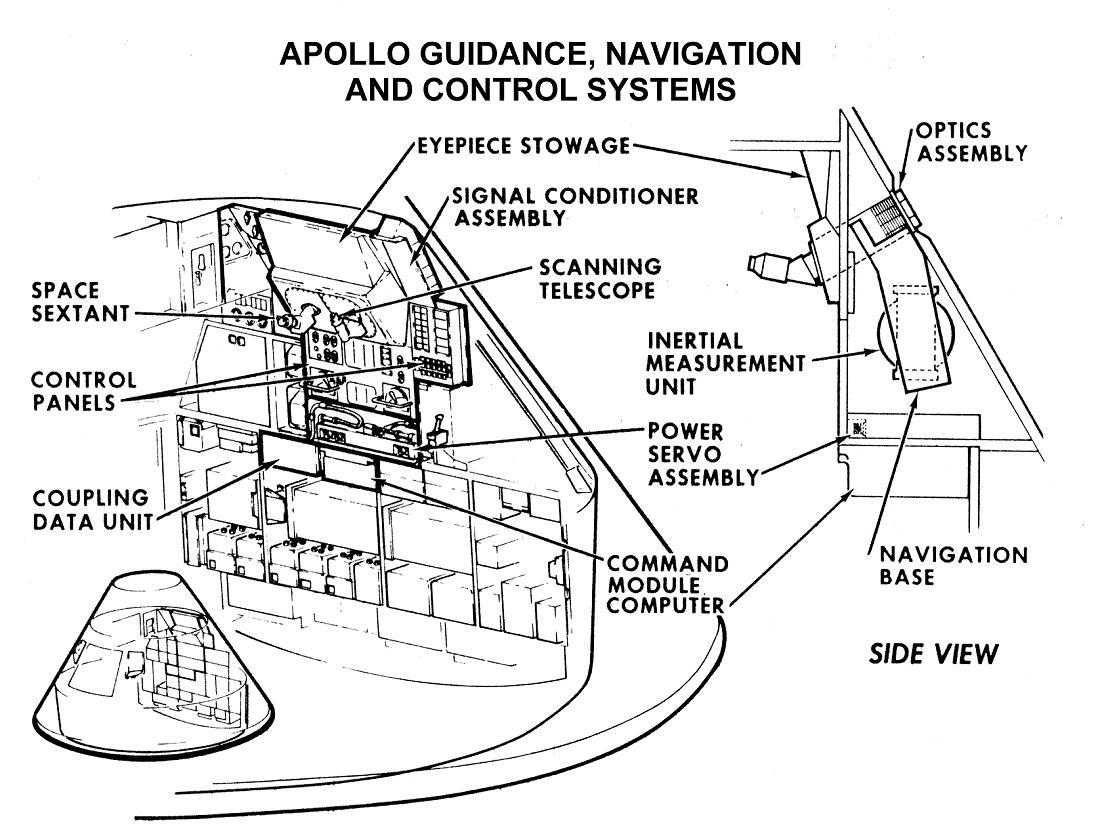
Echipamentele de ghidaj şi navigaţie

- Compartimentul inferior conținea telescopul de ghidaj și control, diverse balize de comunicație, giroscoape, computerul Modulului de comandă, trusa medicală, echipamentele de comunicație, amplificatorul de putere în banda S (2–5 GHz), etc.
- Compartimentul față-stânga conținea patru containere cu mâncare, schimbătorul de căldură al capsulei, conectorii pentru costumele presurizate, rezerva de apă potabilă și diverse obiective pentru telescopul de ghidaj și navigație.
- Compartimentul față-dreapta conținea două truse de supraviețuire, și o trusă ce conținea documentație pentru misiune.
- Compartimentul intermediar stânga conținea vasul de expansiune cu oxigen, sistemul de pompare a apei, alimente, comenzile pentru valva de depresurizare a cabinei etc.
- Compartimentul intermediar dreapta conținea două truse cu bio-instrumente, sistemul de management a deșeurilor, rezerve de mâncare și sanitare și containerul pentru deșeuri.
- Compartimentul din spatele scaunelor echipajului conținea echipamente pentru camera foto de 70 mm, îmbrăcămintea astronauților, truse de scule, saci pentru depozitare, un extinctor, filtre pentru dioxid de carbon, corzile pentru poziția de somn, truse de întreținere pentru costumele presurizate, echipamente pentru camera de filmare de 16 mm și containerele pentru mostre lunare.

Modulul de comandă avea 4 hublouri. Cele laterale erau instalate lângă scaunele din stânga respectiv dreapta și aveau formă de pătrat cu latura de 330 mm. Hublourile de "întâlnire" aveau formă triunghiulară, măsurau 204 pe 330 de mm și erau folosite în timpul manevrelor de andocare. Geamul de pe trapa principală avea 229 de mm în diametru și era amplasat deasupra scaunului pilotului. Toate hublourile erau construite din mai multe straturi de sticlă de silex călită, cu un spațiu de 2.5 mm între ele. Grosimea totală a geamului era de 110 mm. La exterior erau acoperite cu un strat anti-reflexiv și pe interior aveau un strat roșu-albastru reflexiv.

### Specificații
- Echipaj: 3
- Volumul cabinei echipajului: 6.17 m³
- Lungime: 3.47 m
- Diametru: 3.90 m
- Masa: 5,806 kg
- Masa structurală: 1,567 kg
- Masa scutului termic: 848 kg
- Masa SCR: 400 kg
- Masa echipamentelor de recuperare a capsulei: 245 kg
- Masa echipamentelor de navigație: 505 kg
- Masa echipamentelor de telemetrie: 200 kg
- Masa echipamentelor electrice: 700 kg
- Masa sistemului de comunicație: 100 kg
- Masa scaunelor echipajului și a proviziilor: 550 kg
- Masa sistemului de filtrare/purificare a aerului: 200 kg
- Masa altor echipamante: 200 kg
- Forța de propulsie a SCR (Sistemul de control cu reacție): 12 x 420 N
- Impulsul specific al SCR Isp: 290 s (2.84 kN·s/kg)
- Impulsul SCR: 257 kN·s
- Combustibil SCR: N2O4/UDMH
- Masa combustibilului pentru SCR: 122 kg
- Capacitate containere pentru apă de băut: 15 kg
- Capacitate containere pentru apă reziduală: 15 kg
- Element chimic activ de purificare a aerului: LiOH (hidroxid de litiu)
- Element chimic pasiv de purificare a aerului: cărbune
- Baterii: 3 * 40Ah (argint-zinc), 2 * 0.75 Ah
- Parașute: două parașute de încetinire conice de 5 m fiecare, trei parașute pilot de 2,2 m fiecare și trei parașute principale de 25,45 m fiecare

## Modulul de serviciu (MS)

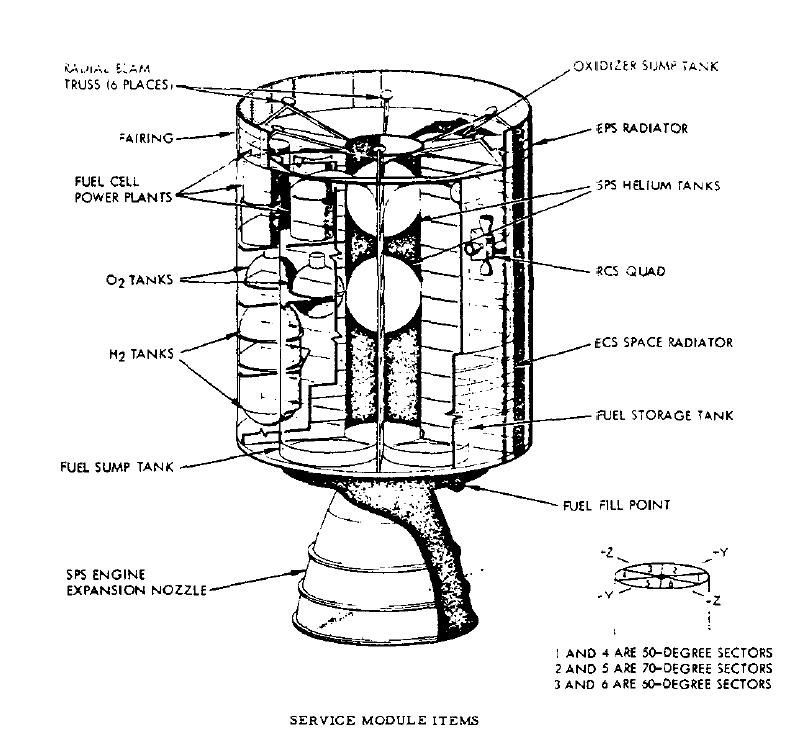
Componentele interne ale Modulului de serviciu

Modulul de serviciu era o structură cilindrică nepresurizată, măsurând 7,5 m lungime și 3,9 m în diametru. Principalele componente ale modulului erau sistemul de propulsie plus combustibili pentru acesta, acumulatori electrici, propulsoare pentru manevre, antena în bandă S pentru comunicația cu centrul de control al misiunii și containere cu apă și aer. În timpul misiunilor Apollo 15, 16 și 17 Modulul de serviciu a găzduit și unele pachete cu instrumente științifice. Era conectat la Modulul de comandă prin trei legături cu resorturi tensionate, și șase cleme cu gaz comprimat.
Sistemul de propulsie asigura o forță de propulsie de 91,2 kN și era folosit pentru a duce astronava Apollo pe orbita Lunii și înapoi pe orbita Pământului. Puteau fi efectuate și corecții de traiectorie în timpul deplasării spre și dinspre Lună
Modulul de serviciu râmănea atașat de Modulul de comandă până în momentul premergător reintrării vehiculului în atmosfera terestră.
Structura Modulului de serviciu era destul de simplă, constituită dintr-un ax central și șase sectoare despărțite radial. Componentele de bază erau un perete frontal și un compartiment de legătură cu margini aerodinamice, șase grinzi radiale, patru panouri cu structură tip fagure și peretele și scutul termic anterior.
Compartimentul frontal avea 864 de mm lungime și conținea computerul SCR (Sistemul de control cu reacție), conexiuni ombilicale, blocul de distribuție electrică, controlerul pentru separarea modulelor și componente pentru antena amplificatorului de putere. Conexiunile ombilicale (țevi și fire) erau tăiate la separare cu ajutorul unor încărcături explozive.
În partea superioară a modulului erau montate patru grupuri de propulsoare de manevră, plasate la 90 de grade. Fiecare propulsor avea o forță de 
propulsie de aproximativ 445 N, și folosea drept combustibil MMH și oxidant N2O4. Fiecare grup măsura 2.4 pe 0.9 m și avea rezervorul de combustibil și cel cu oxidant comune pentru toate propulsoarele componente.
Tunelul central (3.8 m lungime și 2.501 m diametru la bază) găzduia motorul principal și 2 rezervoare cu heliu. Combustibilul pentru motor era de tip Aerozine 50 și oxidantul N2O4. Forță de propulsie maximă era de 91.2 kN (9300 kgf).

### Sectoarele Modulului de serviciu
Modulul de serviciu era împărțit în șase sectoare:
- Sectorul 1 a conținut, în timpul misiunilor Apollo 15, 16 și 17, un modul de instrumente științifice pentru studiul Lunii. Echipamentele includeau o cameră panoramică, un spectrometru pentru radiații gamma, o cameră de mapare, un altimetru cu laser, un spectrometru de masă și un subsatelit lunar. În scopul corecției precise a centrului de masă al modulului, acest compartiment mai conținea și balast.
- Sectorul 2 era rezervat pentru rezervorul de oxigen pentru motor. Rezervorul avea dimensiunile de 1,3 m pe 3,9 m și conținea 6.315 kg de oxidant.
- Sectorul 3 aparținea rezervorului principal de combustibil, care avea 3,924 m înălțime, 1,14 m lățime și un conținut în greutate de 5.118 kg.
- Sectorul 4 era folosit pentru sistemul electric al modulului, două containere de oxigen lichid având fiecare 290 de kg și două containere cu hidrogen de 25 de kg fiecare. Oxigenul era folosit pentru sistemul de menținere a vieții și pentru pilele de combustie iar hidrogenul doar pentru pilele de combustie. Acestea, cu o masă de 120 de kg fiecare, utilizau oxigen și hidrogen pentru a genera electricitate și avea ca produs secundar o cantitate destul de mică de apă de băut.
- Sectorul 5 găzduia rezervorul de combustibil pentru motor. Rezervorul avea aceleași dimensiuni cu cel de oxigen și conținutul său avea greutatea de 3.950 de kg.
- Sectorul 6 era rezervat pentru rezervorul principal de combustibil care avea aceeași dimensiune cu cel de oxigen. Conținutul său cântarea 3.201 Kg.

Deasupra peretelui anterior era montată antena în bandă S. Aceasta era folosită pentru comunicația cu Centrul de control al misiunii și era compusă din 4 antene circulare (787 mm diametru fiecare) și una pătrată cu latura de 279 mm. În timpul lansării antena era pliată pe lângă motorul principal, iar când vehiculul ajungea in spațiu aceasta era poziționată la 90 de grade față de învelișul modulului.
La exteriorul modulului mai erau amplasate proiectoare retractabile orientate frontal, un proiector mobil pentru activitați extravehiculare și un "far" pulsator de întâlnire, vizibil de la 100 de km distanță. În timpul desprinderii finale de Modulul de comandă erau activate propulsoarele de manevră, timp de 5 secunde, pentru a facilita operațiunea.

### Specificații
- Lungime: 7.56 m
- Diametru: 3.90 m
- Masa: 24,523 kg
- Masa structurală: 1,910 kg
- Masa echipamentului electric: 1,200 kg
- Masa SCR : 16 × 440 N
- Forța de propulsie SCR (Sistem de control cu reacție): 16 x 446 N
- Combustibili: N2O4/UDMH
- Impulsul specific al SCR Isp: 290 s (2.84 kN·s/kg)
- Impulsul SCR: 3,517 kN·s
- Masa motorului principal: 3,000 kg
- Forța de propulsie SPS (din engleză: Service Populsion Engine): 98 kN
- Combustibili pentru SPS: N2O4/Aerozine 50 (UDMH/N2H4)
- Masa combustibilului pentru SPS: 18,413 kg
- Impulsul specific al SPS Isp: 314 s (3.08 kN·s/kg)
- Sistemul electric: acumulatori, 6.30 kW (în medie), 670 kW·h
- Variația de viteză: 2,804 m/s

## Module de comandă/serviciu construite
| Blocul I               | Blocul I | Blocul I                                                                       | Blocul I |
| Seria                  | Utilizare | Data lansării                                                                  | Locația curentă |
| ---------------------- | --- | ------------------------------------------------------------------------------ | --- |
| CSM-001                | vehicul de teste pentru compatibilitatea sistemelor | vehicul de teste pentru compatibilitatea sistemelor                            | presupus dezasamblat |
| CSM-002                | A-004 | 20 ianuarie, 1966                                                              | Modul de comandă expus la Cradle of Aviation, Long Island, New York |
| CSM-004                | testarea structurală și termică la sol | testarea structurală și termică la sol                                         | dezasamblat |
| CSM-006                | |                                                                                | dezasamblat |
| CSM-007                | diverse teste incluzănd vibrații acustice și teste de prăbusire                                                                                            | diverse teste incluzănd vibrații acustice și teste de prăbusire                | Modul de comandă expus la Museum of Flight, Seattle, Washington |
| CSM-008                | versiune completă, folosit pentru teste termice și în condiții de vid                                                                                      | versiune completă, folosit pentru teste termice și în condiții de vid          | dezasamblat |
| CSM-009                | AS-201 și teste de prăbușire | 26 februarie, 1966                                                             | Modul de comandă expus la Strategic Air and Space Museum, Ashland, Nebraska |
| CSM-010                | |                                                                                | Modul de comandă expus la U.S. Space & Rocket Center, Huntsville, Alabama |
| CSM-011                | AS-202 | 25 august, 1966                                                                | Modul de comandă expus la National Air and Space Museum, Washington DC |
| CSM-012                | Apollo 1; Modulul de comandă a fost serios avariat în incendiul de pe Apollo 1                                                                             | Apollo 1; Modulul de comandă a fost serios avariat în incendiul de pe Apollo 1 | Modul de comandă depozitat la Langley Research Center, Hampton, Virginia |
| CSM-014                | Modul de comandă dezasamblat în timpul ivestigatiilor asupra incendiului care a afectat Apollo 1. Modul de serviciu (SM-014) utilizat în misiunea Apollo 6 | 4 aprilie, 1968                                                                | |
| CSM-017                | Apollo 4 | November 9, 1967                                                               | Modul de comandă expus la Stennis Space Center, Bay St. Louis, Mississippi |
| CSM-020                | CM-020 a fost utilizat în misiunea Apollo 6 împreună cu SM-014 după ce SM-020 a fost distrus într-o explozie                                               | April 4, 1968                                                                  | Modul de comandă expus la Fernbank Science Center, Atlanta |
| Blocul II              | |                                                                                | |
| Seria                  | Utilizare | Data Lansării                                                                  | Locația curentă |
| CSM-098                | folosit pentru teste termice și în condiții de vid | folosit pentru teste termice și în condiții de vid                             | Modul de comandă/serviciu expus la Academy of Science Museum, Moscow, Russia |
| CSM-099                | teste structurale statice | teste structurale statice                                                      | dezasamblat |
| CSM-100                | teste structurale statice | teste structurale statice                                                      | necunoscută |
| CSM-101                | Apollo 7 | 11 octombrie, 1968                                                             | Modulul de comandă a fost expus la National Museum of Science & Technology, Ottawa, Canada din 1974 până în 2004. Acum se află la Frontiers of Flight Museum, Dallas, Texas, după un împrumut de 30 de ani. |
| CSM-102                | vehicul de teste pentru Complexul de lansare 34 | vehicul de teste pentru Complexul de lansare 34                                | dezasamblat |
| CSM-103                | Apollo 8 | 21 decembrie, 1968                                                             | Modul de comandă expus la Museum of Science and Industry din Chicago |
| CSM-104 Gumdrop        | Apollo 9 | 3 martie, 1969                                                                 | Modul de comandă expus la San Diego Aerospace Museum |
| CSM-105                | teste acustice | teste acustice                                                                 | CModul de comandă expus la National Air & Space Museum, Washington DC ca parte a expoziției Apollo Soyuz Test Project. (Vezi fotografia)                                                                    |
| CSM-106 Charlie Brown  | Apollo 10 | 18 mai, 1969                                                                   | Modul de comandă expus la Science Museum (London), London |
| CSM-107 Columbia       | Apollo 11 | 16 iulie, 1969                                                                 | Modul de comandă expus la National Air & Space Museum, Washington DC |
| CSM-108 Yankee Clipper | Apollo 12 | 14 noiembrie, 1969                                                             | Modul de comandă expus la Virginia Air & Space Center, Hampton, Virginia |
| CSM-109 Odyssey        | Apollo 13 | 11 aprilie, 1970                                                               | Modul de comandă expus la Kansas Cosmosphere and Space Center |
| CSM-110 Kitty Hawk     | Apollo 14 | 31 ianuarie, 1971                                                              | Modul de comandă expus la United States Astronaut Hall of Fame, Titusville, Florida |
| CSM-111                | Apollo Soyuz Test Project | 15 iulie, 1975                                                                 | Modul de comandă expus la California Science Center din Los Angeles, California |
| CSM-112 Endeavour      | Apollo 15 | 26 iulie, 1971                                                                 | Modul de comandă expus la National Museum of the United States Air Force, Wright-Patterson Air Force Base, Dayton, Ohio                                                                                     |
| CSM-113 Casper         | Apollo 16 | 16 aprilie, 1972                                                               | Modul de comandă expus la U.S. Space & Rocket Center, Huntsville, Alabama |
| CSM-114 America        | Apollo 17 | 7 decembrie, 1972                                                              | Modul de comandă expus la Space Center Houston, Houston, Texas |
| CSM-115                | neterminat | neterminat                                                                     | Nu a fost terminat. Expus ca parte a rachetei Saturn V la Johnson Space Center, Houston, Texas |
| CSM-115a               | neterminat | neterminat                                                                     | nu a fost terminat |
| CSM-116                | Skylab 2 | 25 mai, 1973                                                                   | Modul de comandă expus la National Museum of Naval Aviation, Pensacola, Florida |
| CSM-117                | Skylab 3 | 28 iulie, 1973                                                                 | Modul de comandă expus la Glenn Research Center, Cleveland, Ohio |
| CSM-118                | Skylab 4 | 16 noiembrie, 1973                                                             | Modul de comandă expus la National Air & Space Museum, Washington DC |
| CSM-119                | Vehicul de rezervă pentru Skylab și pentru programul Apollo - Soyuz                                                                                        | Vehicul de rezervă pentru Skylab și pentru programul Apollo - Soyuz            | Expus la Kennedy Space Center |

## Galerie de fotografii

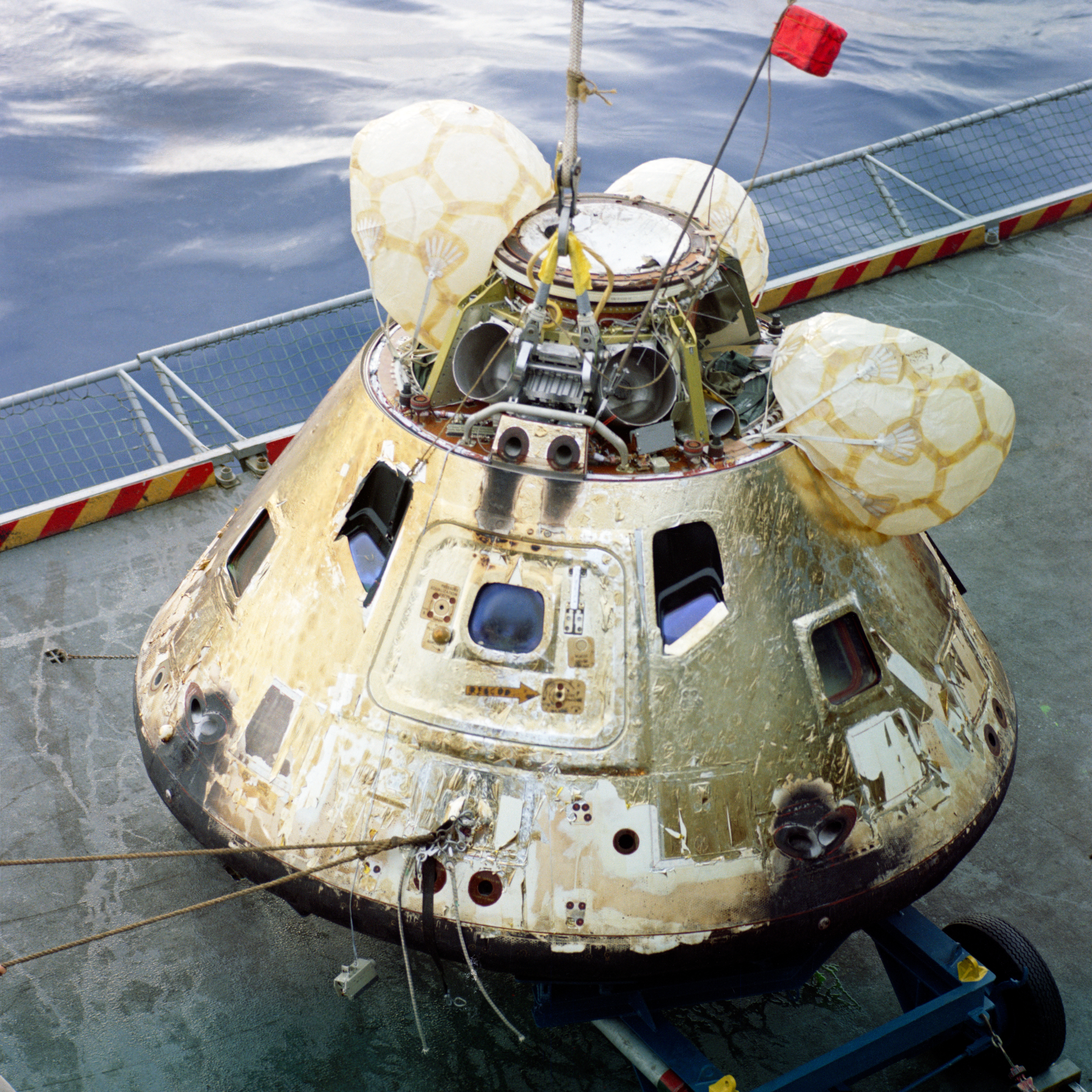
Modulul de comandă folosit în misiunea Apollo 8, după amerizare, 27 decembrie 1968
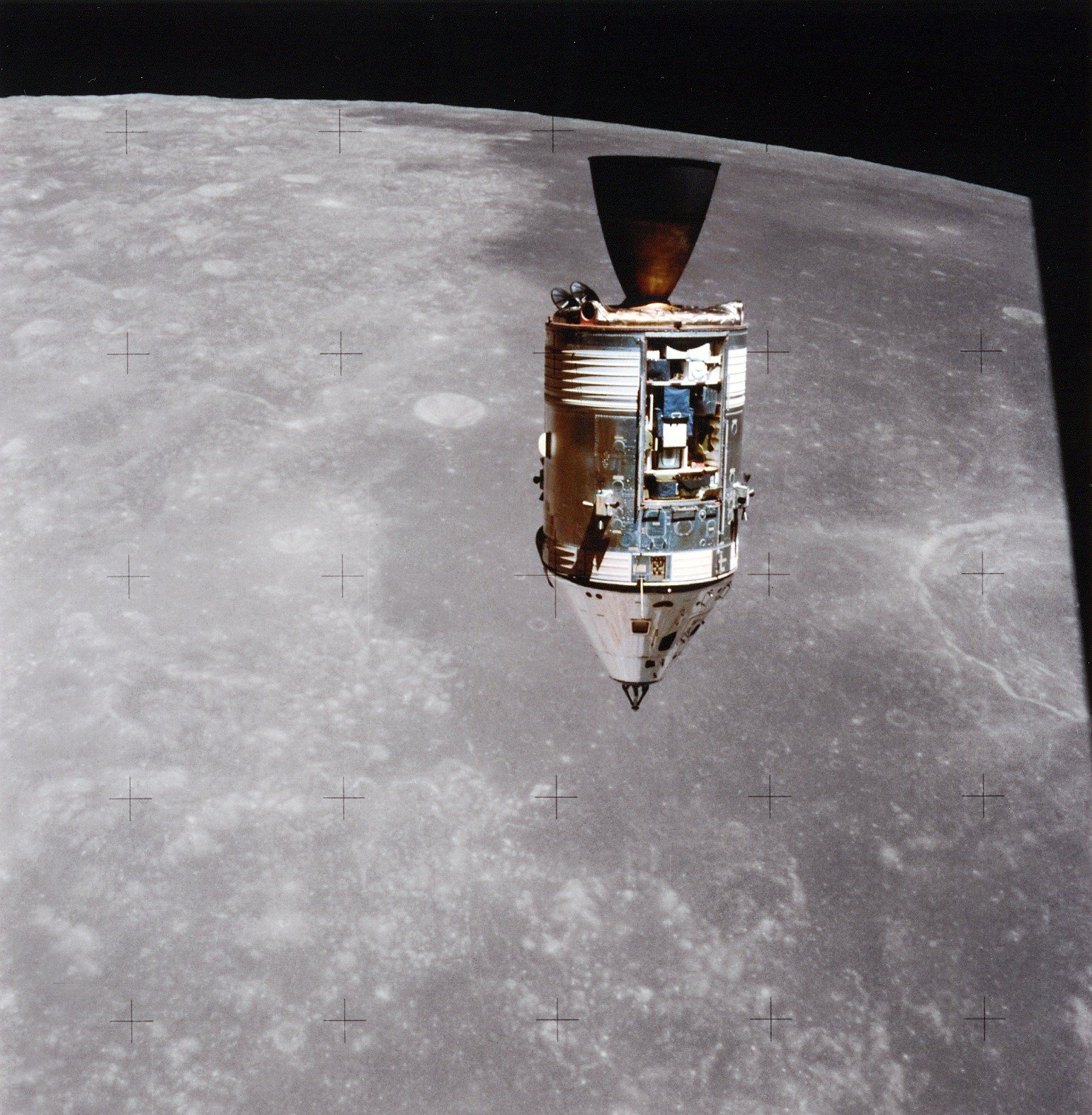
MCS Endeavor, misunea Apollo 15